# 沈士柱
沈士柱（？—1659年），字昆銅，號惕庵。蕪湖人。

## 生平
父沈希韶是明朝御史。明末復社成員，反對閹黨，明亡後隱居蕪湖，仍秘密從事反清活動，順治十四年（1657年）被捕，順治十六年（1659年）在南京處斬，其一妻二妾皆殉。黃宗羲有《哭沈昆銅》詩。